# 清水重道
清水 重道（しみず しげみち、1909年〈明治42年〉12月14日 - 1958年〈昭和33年〉4月23日）は、日本の国文学者・詩人・作家・歌人。

## 経歴
東京生まれ。東京高等学校を経て、1932年（昭和７年）東京帝國大學文學部國文學科卒業。“非常に秀才だった”という。
1935年（昭和10年）『沙羅』を作詞。1936年（昭和11年）信時潔が独唱曲として歌曲集『沙羅』を発表。（発表時、清水27歳、信時49歳）
大學卒業後、岡崎師範学校、東京高等学校教授をへて、1943年（昭和18年）  東京音楽學校教授・文部省嘱託　となる。（昭和20年まで）
1945年（昭和20年）北海道第三師範学校（学芸大学）・旭川分校着任。
1948年（昭和23年）群馬師範学校教授（群馬大学）へ転出
1943年（昭和18年）9月『木下保第10回独唱会・信時潔歌曲の夕』において全曲初演（水谷達夫ピアノ伴奏）。木下・水谷によりコロンビヤレコードへの録音も行われ、レコードが1943年度（昭和18年度）の文部大臣賞を受賞した。
清水は北海道師範学校在任中、金田一京助の膨大な研究成果をもとにアイヌ研究、アイヌに関する著書が多数ある。また北海道の小中学校の校歌を数多く作詞している。戦前ら戦後にかけて、主に国文学についてきわめて旺盛な執筆・論説活動を行っていたことが確認できる。また、北海道以外の校歌の作詞も手がけている。特に東京音楽学校在任中は全国から校歌の作成依頼が多かったと清水が記している。
1958年（昭和33年）4月23日、東京歯科大学教授在任中、東京にて死去。48歳没。

## 著書
- つれづれぐさ 卜部兼好 [著]、清水重道 訳 1941年（昭和16年）柴山教育出版社[3]
- 今昔物語 清水重道 著、清水有声 絵 1943年（昭和18年）至文堂[3]
- たまがつま 本居宣長 [著]、清水重道 著 1943年（昭和18年）柴山教育出版社[3]
- よしのしふゐ 清水重道 著、望月春江 絵 1944年（昭和19年）柴山教育出版社[3]
- 日本文学の歴史 清水重道 著 1953年（昭和28年）青也書店[3]
- アイヌの神話と伝説 少年読物文庫 清水重道 著、畠山三代喜 絵 1955年（昭和30年）同和春秋社[3][4]
- 今昔物語 清水重道 著 1956年（昭和31年）至文堂[3]
- 更級日記 福音館古典全釈文庫 清水重道 著 1956年（昭和31年）福音館書店[5]
- 朝の笛第1巻第9号 日本児童文芸家協会編集 びんの小鬼・1（原作・スチブンスン 岸なみ 絵・松井末雄）まよなかのきつね（花岡大學 絵・菊地長市）赤いリヤカー（村松千代 絵・岩崎ちひろ）カッパとこどもたち（絵と文 久米宏一）グラビア・地下鉄 川のある村（内木村治 絵・安泰）アイヌ民話・おにばな（清水重道 絵・輪島清隆）1956年（昭和31年）10月 朝の笛社[6]
- アイヌの神話と伝説 少年読物文庫 清水重道 著 1961年（昭和36年）同和春秋社[7]

## 論文・寄稿等
- 赤い鳥6巻5号 『秋の野』清水良雄・『支那手品』坪田譲治・『煙草』清水重道・『ぬり絵』土居その子 他 1933年（昭和8年）赤い鳥社[8]
- 赤い鳥7巻2号 表紙清水良雄 挿絵－深澤省三・前島とも子 童話－鈴木三重吉・森三郎・坪田譲治・清水重道・小林七葉他 1934年（昭和9年）2月 赤い鳥社[9]
- 山.1(4) （梓書房、1934-04）うづき－（旋頭歌 ）/淸水重道[10]
- 山.1(7) （梓書房、1934-07）榛原－（長歌 ）/淸水重道[10]
- 朝鮮公論.22(8)(257) 8月號（朝鮮公論社、1934-08）登山の全一性/淸水重道[10]
- 山.2(4)（梓書房、1935-04）煙－（詩）/淸水重道[10]
- 山.2(5)（梓書房、1935-05）運材圖會/淸水重道[10]
- ケルン.5(6月号)(25)（ケルン編輯室、1935-06）山の歌（ヘンリー・ヘーク）/淸水重道[10]
- 山.3(4)（梓書房、1936-04）小さき祭壇－（旋頭歌）/淸水重道[10]
- 國文學:解釈と鑑賞.2(3)(10) 至文堂 編（ぎょうせい、1937-03）熊野落ちの御道筋/淸水重道[10]
- 朝鮮公論.25(4)(289) 4月號（朝鮮公論社、1937-04）春の丘/淸水重道[10]
- 國文學:解釈と鑑賞.2(7)(14) 至文堂 編（ぎょうせい、1937-07）論說 『和歌に於ける制禁詞』の解說/淸水重道[10]
- 國文學:解釈と鑑賞.2(8)(15) 至文堂 編（ぎょうせい、1937-08）論說 和歌に於ける『制禁詞』の解說(下)/淸水重道[10]
- 國文學:解釈と鑑賞.3(3)(22) 至文堂 編（ぎょうせい、1938-03）論說 歌はれる日本語/淸水重道[10]
- 國語と國文學.15(4)(168) 東京大学國語國文學会 編（明治書院 、1938-04）書評 武田祐吉氏著『國文學硏究歌道篇』/淸水重道[10]
- 國文學:解釈と鑑賞.4(7)(38) 至文堂 編（ぎょうせい、1939-07）日本語の諸相 軍隊用語について/淸水重道[10]
- 國語と國文學.18(4)(204) 東京大學國語國文學会 編（明治書院、1941-04）顯輔の歌論と詞花集/淸水重道[10]
- 國文學:解釈と鑑賞.6(5)(60) 至文堂 編（ぎょうせい、1941-05）特輯･日本文學の表現美 定家の心/淸水重道[10]
- 國文學:解釈と鑑賞.7(4)(71) 至文堂 編（ぎょうせい、1942-04）特輯･少國民文學の檢討 童話と國文學/淸水重道[10]
- 國文學:解釈と鑑賞.7(6)(73) 至文堂 編（ぎょうせい、1942-06）大東亞戰爭と機會に國文學は如何あるべきか/玉井幸助、齋藤茂吉、小寺融吉、若月保治、柳田泉、尾山篤三郞、新村出、森本治吉、西下經一、佐藤一英、淸水重道、下村宏、能勢朝次、石村貞吉、松村博司、大西貞治、室積徂春、長谷川かな、山口誓子、各務虎雄、岩田九郞、松尾聰、髙須芳次郞、土井重義、河竹繁俊、杉浦翠子、五十嵐力、吉田澄夫、片寄正義、飯島正、阪口玄章、百田宗治、古谷綱武、宮田和一郞、石山徹郞、兒山敬一、石田吉貞、飯塚友一郞、窪田敏夫、藤森成吉、山崎麓、秋山謙藏、井本農一、重友毅、金子元臣、宮崎晴美、神崎淸、高木武、岡山巖、田中重太郞、湯山淸、後藤興善、吉川孝一[10]
- 財政.7(12) （大蔵財務協会 、1942-12）新嘗祭/淸水重道[10]
- 國文學:解釈と鑑賞.8(6)(85) 至文堂 編（ぎょうせい、1943-06）後鳥羽院を偲び奉る/淸水重道[10]
- 國文學:解釈と鑑賞.9(3)(94) 至文堂 編（ぎょうせい、1944-03）大東亞建設と國文學/淸水重道[10]
- 國語國文學教育の方向 久松潜一 編（健文社、1949）中學校に於ける古典教材・群馬大學教授 清水重道[10]
- 国語研究.1(3) （国語研究編集部（群馬大学学芸学部国文学研究室内）、1952-06）批判ということの一面/清水重道[10]
- 小説公園.4(2)、2月號（六興出版社 、1953-02-01）むさしの（詩）/淸水重道[10]
- 国文学:解釈と鑑賞.18(8)(207) 至文堂 編（ぎょうせい、1953-08）今昔物語と宇治拾遺物語/清水重道[10]
- 実力本位枕草子 詳解（實力本位国漢詳解叢書）/清水重道 著（山海堂 、1953）[10]
- 解釈.1(3) （解釈学会、1955-07）誦ず/清水重道[10]
- 教育音楽.2(7) 日本教育音楽協会 編（音楽之友社 、1958-07）朝は明けたり（歌劇『オルフェオ 』終末合唱）/淸水重道、グルック[10]
- 教育音楽.4(5) 日本教育音楽協会 編（音楽之友社、1960-05）春の風/清水重道、モーツアルト[10]

## 作詞・作歌
- 呼びかくる : 歌集 清水重道 著 1929年（昭和4年）清水きぬ子[3]
- 沙羅 清水重道 作詞、信時潔 曲 1936年（昭和11年）共益社[3]
- 官立無線電信講習所（現・電気通信大学）校歌『若き命』 平井保喜作曲 1944年（昭和19年）4月10日[11]
- 佐賀青年師範學校校歌 平井保喜作曲 1944年（昭和19年）12月11日[12]
- 秋田県立湯沢中學校（現・秋田県立湯沢高等学校）校歌 橋本國彦作曲 1945年（昭和20年）[13]
- 北海道上川郡・東川第一国民学校校歌、西蘆別小学校校歌、神居第一中学校校歌、千代岡中学校校歌、幾寅中学校校歌、旭川第一小学校校歌、秩父別中学校校歌、美瑛第一中学校校歌、阿寒郡阿寒村微別中学校校歌、中美別小学校校歌、十勝・本別中学校校歌、深川中学校校歌、比布中学校校歌、旭川市・光陽中学校校歌、美瑛第二中学校校歌、名寄小学校校歌、永山小学校校歌『みんなして』、当麻中学校校歌、旭川市啓明小学校、東川小学校校歌（『あかるい笑顔』他2種）、東神楽中学校校歌 附上川青年の歌、上川青年音頭、新憲法公布の歌、旭川そろた音頭、東川第一国民学校校歌 新野仁助（北海道学芸大学（現・北海道教育大学 ）教授）作曲 1946年（昭和21年） - 1953年（昭和28年）頃[14][15]
- 寺 信時潔作曲 1950年（昭和25年）発表[16]
- 旭川市立永山中学校校歌 信時潔作曲 1951年（昭和26年）[17]
- 日本リード曲選 清水脩 編（音楽之友社、1952）北秋の（淸水重道）、占ふと（淸水重道）、丹澤（淸水重道）[10]
- 士別市立士別中学校校歌 新野仁助作曲 1952年（昭和27年）[18][19]
- 滝川市立江陵中学校校歌 信時潔作曲 1953年（昭和28年）3月15日[20]
- 群馬大学医学部附属看護学校校歌『をとめわが』高原庄七作曲 ※群馬大学医学部附属看護学校（現在は群馬大学医学部保健学科に改組されて廃止）の設立は1951年（昭和26年）[21][22]
- 埼玉県立浦和西高等学校校歌 下総皖一作曲 1952年（昭和27年）10月[23]
- 北海道立旭川西高等学校校歌 信時潔作曲 1953年（昭和28年）[24]
- 東京都立西高等学校 校歌 信時潔作曲 1954年（昭和29年）10月23日[25][26][27]
- 秩父市立南小学校校歌 下総皖一作曲 1956年（昭和31年）2月11日[28][29]
- 蕨町立北小学校（現・蕨市立北小学校）校歌 1956年（昭和31年）8月[30]
- 東京都中野区立塔山小学校校歌 信時潔作曲[31]
- ハイカー.(78) （山と渓谷社 、1962-04）歌曲『丹沢』/清水重道、信時潔[10]
- 女声合唱組曲 沙羅 清水重道作詩／信時潔作曲／木下保編曲 音楽之友社 2010/4/7 ISBN 9784276554986
- 男声合唱 組曲 沙羅：改訂新版 清水重道作詩／信時潔作曲／木下保編曲 音楽之友社 2012/7/26 ISBN 9784276548381
- 混声合唱組曲 沙羅 清水重道作詩／信時潔作曲／木下保編曲 音楽之友社 2005/11/17 ISBN 9784276544901